# Orvilleus crassus
Orvilleus crassus là một loài nhện trong họ Salticidae.
Loài này thuộc chi Orvilleus. Orvilleus crassus được Arthur Merton Chickering miêu tả năm 1946.